# Porphyrinia brunnescens
Porphyrinia brunnescens là một loài bướm đêm trong họ Noctuidae.